# ايفان فرانسشكيني
ايفان فرانسشكيني (بالإيطالية: Ivan Franceschini)‏ (7 ديسمبر 1976 ببارما في إيطاليا - ) هو لاعب كرة قدم إيطالي في مركز قلب الدفاع. شارك مع منتخب إيطاليا تحت 18 سنة لكرة القدم ومنتخب إيطاليا تحت 21 سنة لكرة القدم. أما مع النوادي، فقد لعب مع أولمبيك مارسيليا وكييفو فيرونا ونادي بارما ونادي تشيزينا ونادي تورينو ونادي جنوى ونادي ريجينا ونادي ساليرنيتانا ونادي لوكيزي وHinterReggio Calcio ‏ وPortogruaro Calcio ASD ‏.

## وصلات خارجية
- ايفان فرانسشكيني على موقع قاعدة بيانات كرة القدم.إي يو (الإنجليزية)
- ايفان فرانسشكيني على موقع Soccerway.com (الإنجليزية)
- ايفان فرانسشكيني على موقع عالم كرة القدم.نت (الإنجليزية)